# Свангільда із Угорської марки
Свангільда із Угорської марки (нім. Swanhilde von der Ungarnmark; померла 1120) — маркграфиня-консорт Австрії, в шлюбі з Ернстом, маркграфом Австрії.

## Життєпис
Вона була дочкою Сігарда VII, маркграфа Угорської марки (Унгарнмарк) та його дружини Філігільди.
У 1072 році Свангільда одружилася з Ернстом, маркграфом Австрії, ставши його другою дружиною . У них не було спільних дітей.
Свангільда померла в 1120 році.